# Puntius binotatus
Puntius binotatus és una espècie de peix cipriniforme de la família dels ciprínids que es troba a Myanmar, Tailàndia (riu Mekong) i Indonèsia.
Els mascles poden assolir els 20 cm de longitud total.